# Magrana
La magrana (Punica granatum) és el fruit del magraner, una espècie de la família Lythraceae. El nom prové de l'encreuament entre les dues formes llatines mille-grana (mil grans) i malum granatum (fruit granat). Aquest fruit és de la mida d'una taronja gran i té una pell llisa d'un color que varia del groc marronós al vermell. La polpa és vermellosa i sucosa i les llavors són allargades.
És una espècie nativa de la regió des de l'Iran fins a l'Himàlaia, i s'ha cultivat des de l'antiguitat per tota la conca mediterrània.

## Descripció
El fruit en forma de poma, que passa del temps en què té el color verd al vermell ataronjat, s'ha de considerar un cas singular de baia ja que la polpa no és carnosa, però tampoc és filosa. El seu diàmetre pot arribar als 15 centímetres i està dividit per moltes parets. Així, es formen compartiments en què hi ha moltes llavors triangulars de fins a 15 mil·límetres envoltades per un embolcall translúcid molt sucós (la sarcotesta) de color vermell fosc a rosa clar que esclata a la mínima pressió. En total, hi ha unes 400 llavors a cada fruit.
Els fruits no continuen madurant després de collir-los, per això formen part dels fruits no climatèrics.

## Història

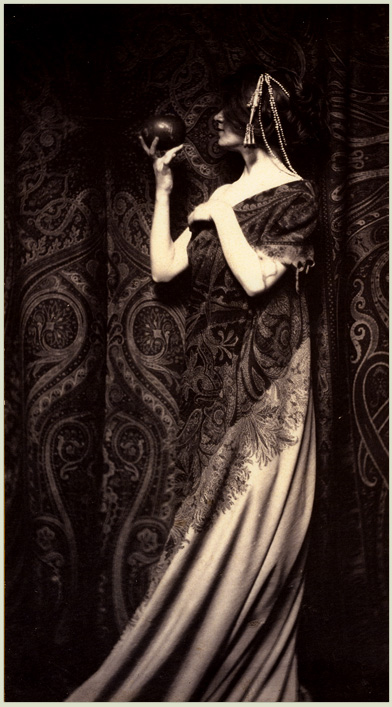
L'Olor de les magranes, Zaida Ben-Yusuf, 1899.

Les proves arqueològiques de l'existència d'aquest fruit en temps antics són deficients, ja que la fruita es menja fresca, i la pell, rica en aigua, esclata quan s'escalfa. Com demostren els experiments, només les magranes velles amb la pell relativament seca es poden fossilitzar i arribar a nosaltres. S'ha trobat una magrana fossilitzada en capes del començament de l'edat del bronze a Tel es-Sa'idieh a Jordània. Al final de l'edat del bronze, es fabricaven a Xipre i Egipte embarcacions de vidre de colors amb forma de magrana. El vaixell Uluburun, trobat a Turquia prop de Kas, contenia àmfores xipriotes amb més de 1.000 llavors de magrana. Segons els destinataris, es pot datar al període del segle xiv al XIII. A la tomba d'un alt funcionari egipci de l'època de Ramsès IV, es van trobar magranes com a ofrenes funeràries. Al Tell Deir Alla jordà, a la vall del Jordà, s'han trobat magranes en capes de l'edat del ferro. A Alemanya, la presència de magranes està provada arqueològicament a la ciutat de Constança a l'edat mitjana.

## Distribució

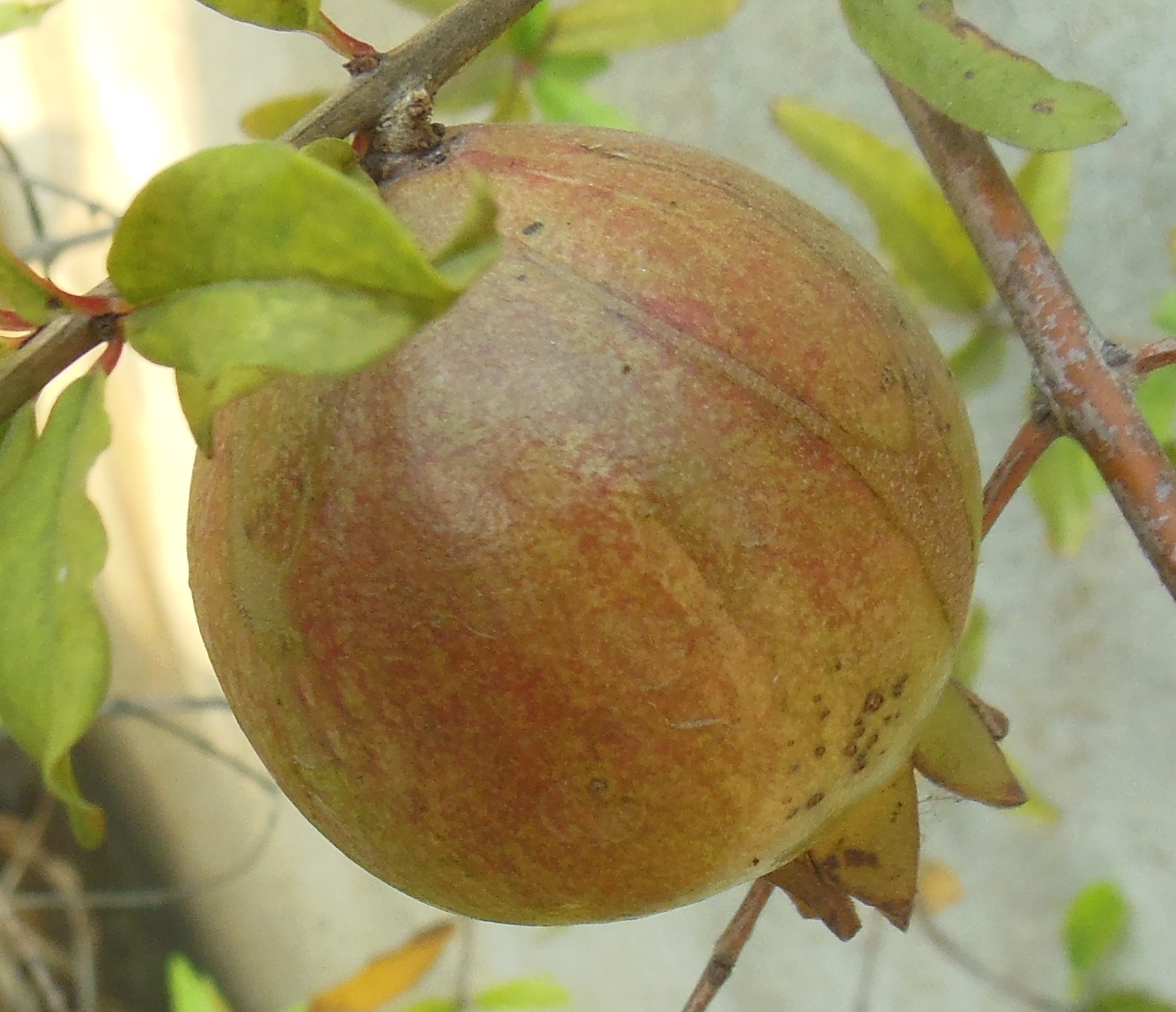
Una magrana sobre un petit arbre

Les magranes es troben a l'àsia occidental i central; els països d'origen de l'arbre s'estenen des de Turquia fins al Caucas (Armènia, Azerbaidjan, Geòrgia) i des de Tadjikistan, Turkmenistan i Uzbekistan a l'est fins a l'Iran, Afganistan i Pakistan. A la conca mediterrània i a l’Orient Mitjà, per exemple a l’Iran, Armènia, Egipte, Espanya, el Marroc, Algèria, Tunísia, Síria, el Líban i Israel, les magranes es conreen des de fa segles.
Actualment, els principals productors de magrana són Algèria, Tunísia, Turquia, Marroc, Egipte, Israel, Iran, Índia i Afganistan. Espanya, Turquia i Israel són els principals països exportadors. També es troben grans horts a Califòrnia (Estats Units), Mèxic, Xina, Japó, Rússia, Pakistan, Iraq, Birmània i Aràbia Saudita. Els fruits es destinen gairebé exclusivament al mercat nacional. A l’Índia, la magrana també es conrea com a condiment.
Algunes varietats de magrana es poden trasplantar a regions hivernals suaus del centre d’Europa. Per exemple, un arbust floreix cada any al jardí davant del Museu d’Arts Decoratives de Budapest. Finques existents al sud de França, en particular al departament de Gard.
Amb la colonització espanyola, la magrana es va establir al Carib i a Amèrica Llatina.

## Usos medicinals

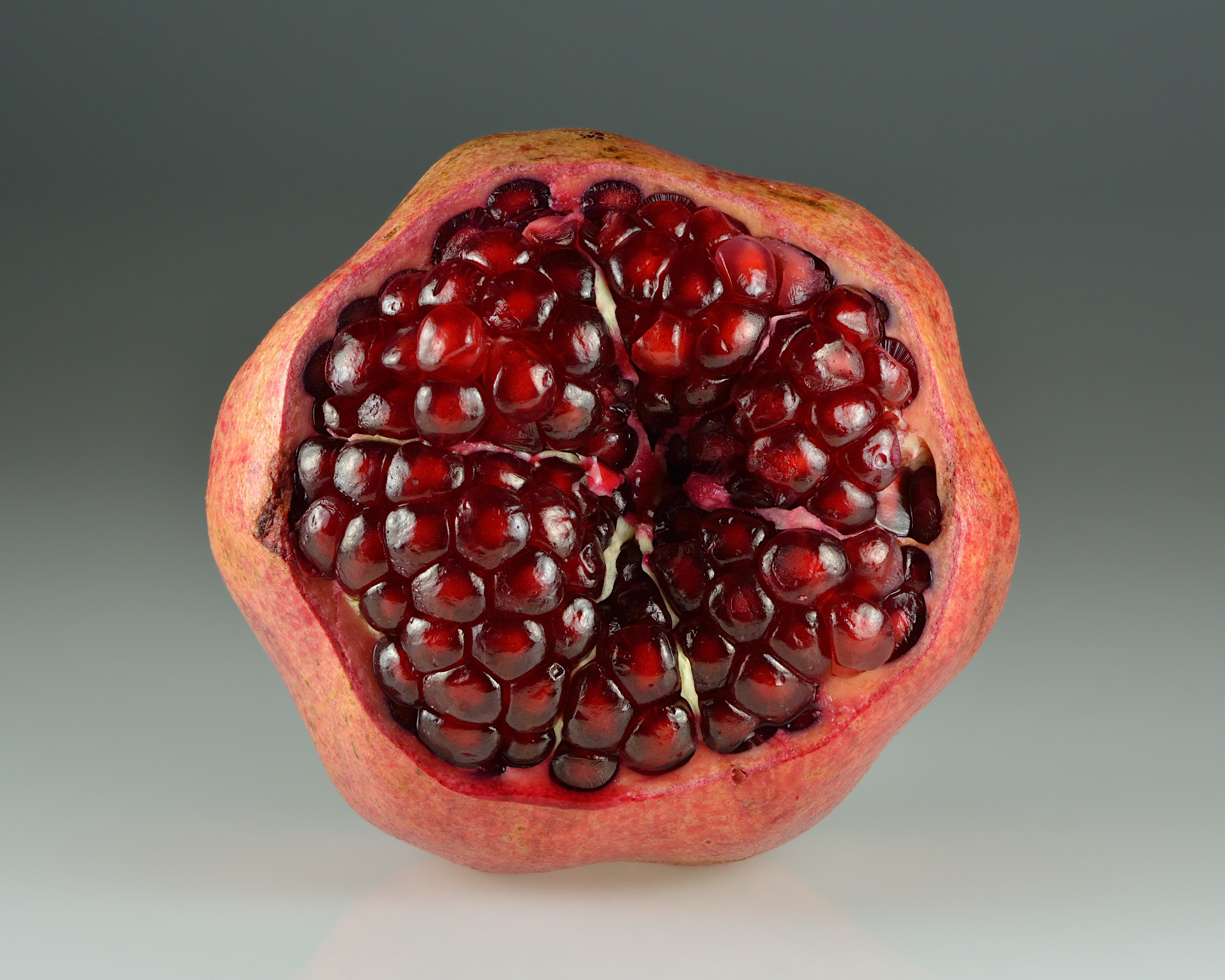
Magrana oberta

Més de 250 estudis científics demostren que la magrana podria tenir un efecte positiu en malalties cardiovasculars, càncer i artritis. No obstant això, la majoria d'aquests estudis es limitaven a experiments sobre cultius cel·lulars o animals. Per tant, no està segur fins ara que els seus resultats siguin aplicables als humans, això s'ha de demostrar en els estudis corresponents. Fins ara s'han publicat 7 estudis clínics que investigaven l'eficàcia del suc de magrana; encara no s'ha completat un estudi de fase 3 amb pacients amb càncer de pròstata,
Fins i tot si es compara amb el vi negre i els nabius, la magrana té un gran nombre de polifenols particularment efectius. quals probablement podem atribuir els seus efectes beneficiosos sobre la salut. En els productes de magrana, hi ha diferències realment considerables en la qualitat i el contingut de polifenols efectius
En un estudi in vitro, es va observar un efecte protector del suc de magrana contra les cèl·lules del càncer de mama. Inhibeixen la formació d'estrògens endògens i condueixen a una disminució del creixement de 80 % en cas de cèl·lules de càncer de mama positives per receptors d'estrògens sense perjudicar el desenvolupament de cèl·lules sanes. En aquest cas, el suc fermentat és el doble d’eficaç que el suc fresc. Els polifenols del suc fermentat també actuen sobre les cèl·lules de la leucèmia, que o bé queden sanades (rediferenciació) o són empeses a la mort programada (apoptosi). A més, els polifenols impedeixen la formació de nous vasos sanguinis (neoangiogènesi), cosa que dificulta la propagació del tumor.
Els polifenols del suc de magrana fermentat semblen ser especialment eficaços també contra el càncer de pròstata, com ho demostren una sèrie d'estudis preclínics. En un estudi, els pacients amb càncer de pròstata van poder mantenir els seus nivells de PSA, el marcador central del càncer de pròstata, quatre vegades més llarg que abans del tractament prenent el suc diàriament magrana.
En un estudi sobre cultiu cel·lular que data del 2008, es va demostrar a més que el suc de magrana pot tenir un efecte positiu fins i tot en una fase avançada de càncer de pròstata., però l'aplicació d'aquests resultats al curs de la malaltia en humans no és possible sense més investigacions. Efectes positius similars per als càncers de pròstata refractaris a l'hormona s'han demostrat en estudis amb animals.
En un estudi controlat amb placebo amb 45 pacients amb malaltia de les artèries coronàries, l'administració de 240 ml de suc de magrana va millorar significativament el flux sanguini al múscul cardíac. També es van observar efectes positius en un estudi sobre pacients amb estrenyiment de l'artèria caròtida. : després d'un any de consum de magrana, els dipòsits a l'artèria caròtida van disminuir en 35 %, mentre que van augmentar notablement al grup de control.

## Utilització
Els fruits es recullen de setembre a desembre. La pell i el suc de la magrana s'utilitzen durant segles per tenyir catifes orientals. En cuinar la fruita, s'obté una tinta de color negre raig. La pell de la magrana s'utilitzava a l’Índia per tenyir la llana en tons grocs i negres. Amb un extracte de l'arrel de la magrana es poden produir tons blau fosc amb l'ajut d’una tintura de ferro.
L'arrel, l'escorça i la pell bullida s'utilitzaven fins a l’Edat Mitjana per a la desparasitació .
L'almívar de magrana, que abans es feia exclusivament amb magranes de l'illa de Granada al Carib, dona el seu sabor afruitat i el seu color vermell a Tequila Sunrise i a diversos còctels.
Les magranes i el suc que s'obté en esprémer fruites senceres s'utilitzen com a aliment a tot el món, especialment a la conca mediterrània, al Pròxim Orient, als Estats Units, al sud d’Europa i durant uns quants anys també al centre i nord d’Europa.
A partir del suc, podem obtenir per fermentació vi de magrana exportat principalment per Armènia i Israel. Semblen vins dolços de postres o vins del sud com Port i Sherry. Però el suc també es fermenta amb finalitats terapèutiques. Com que és principalment gràcies a la fermentació per part de microorganismes vius la bioactivitat i la biodisponibilitat dels polifenols continguts a la magrana augmenten mitjançant una pre-digestió fermentativa. La polpa o el suc de magrana s'utilitzen a la cuina per millorar els plats de caça, les aus de corral o les amanides de fruites.

## Galeria

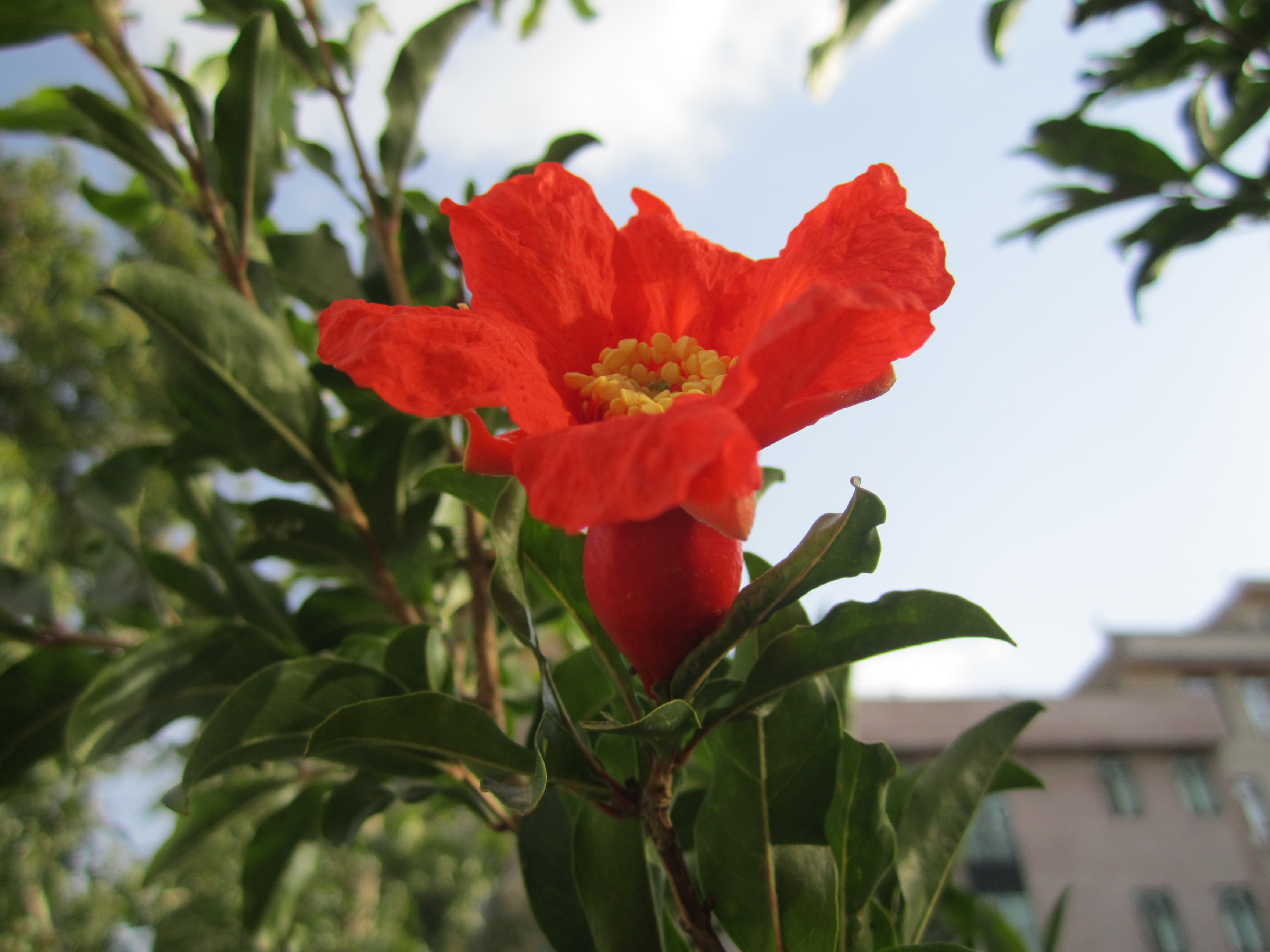
Flor de magrana abans de la caiguda dels pètals
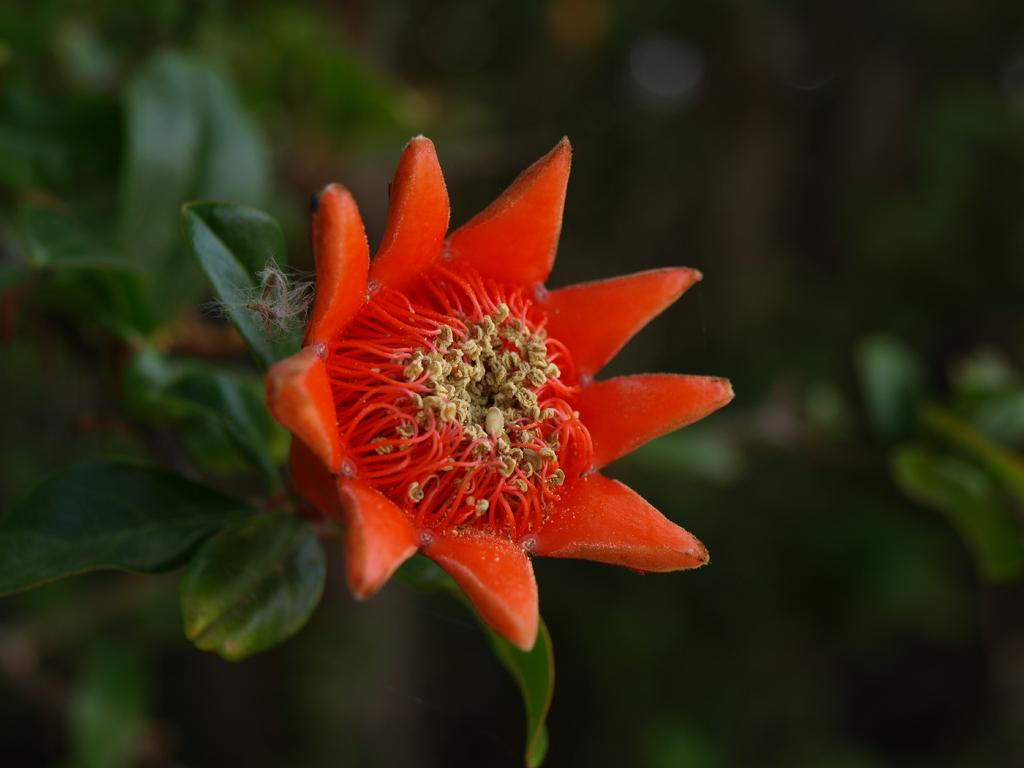
Sèpals de magrana i estams assecats després de la fecundació i la caiguda dels pètals
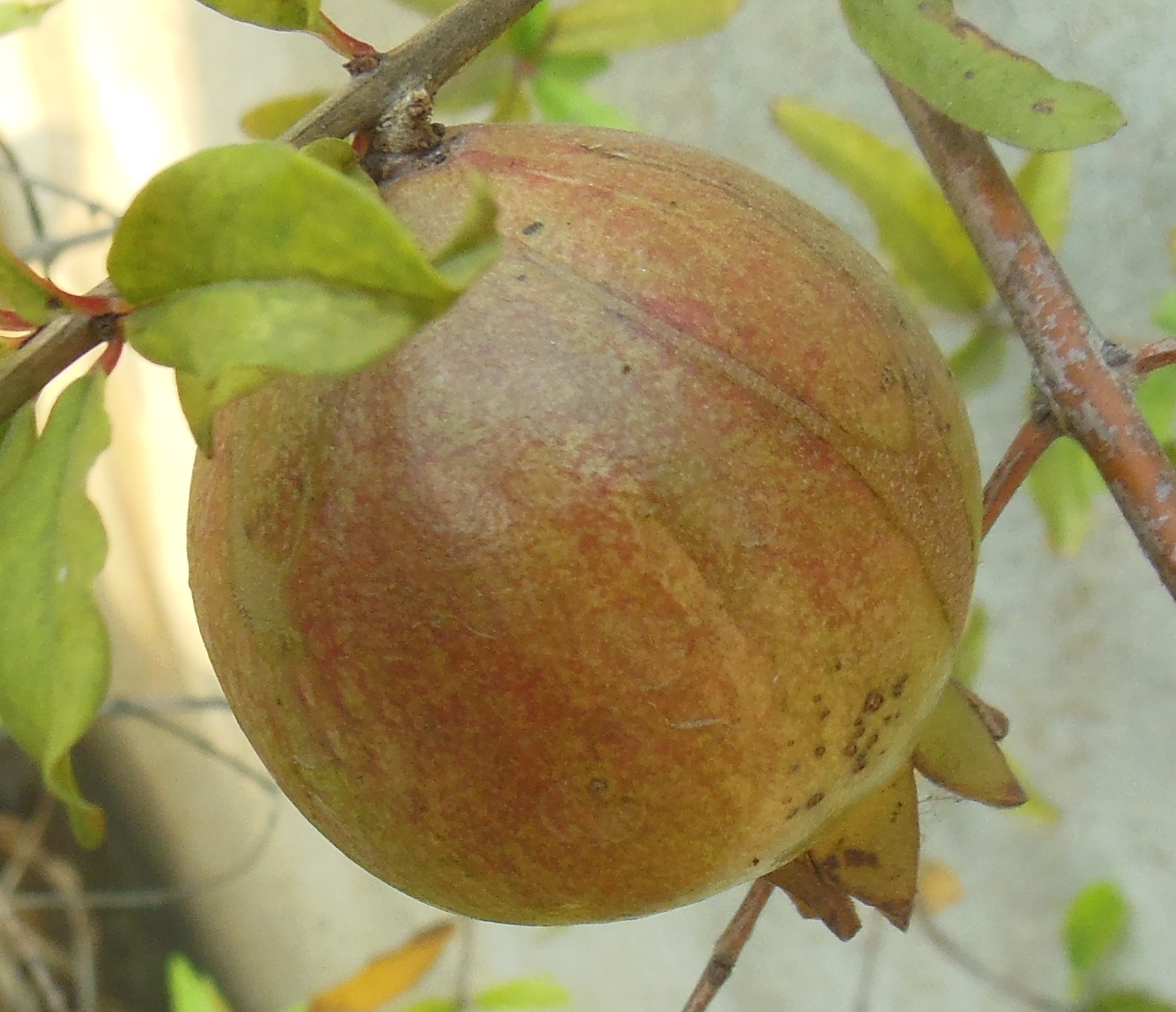
Fruit de magrana sense madurar
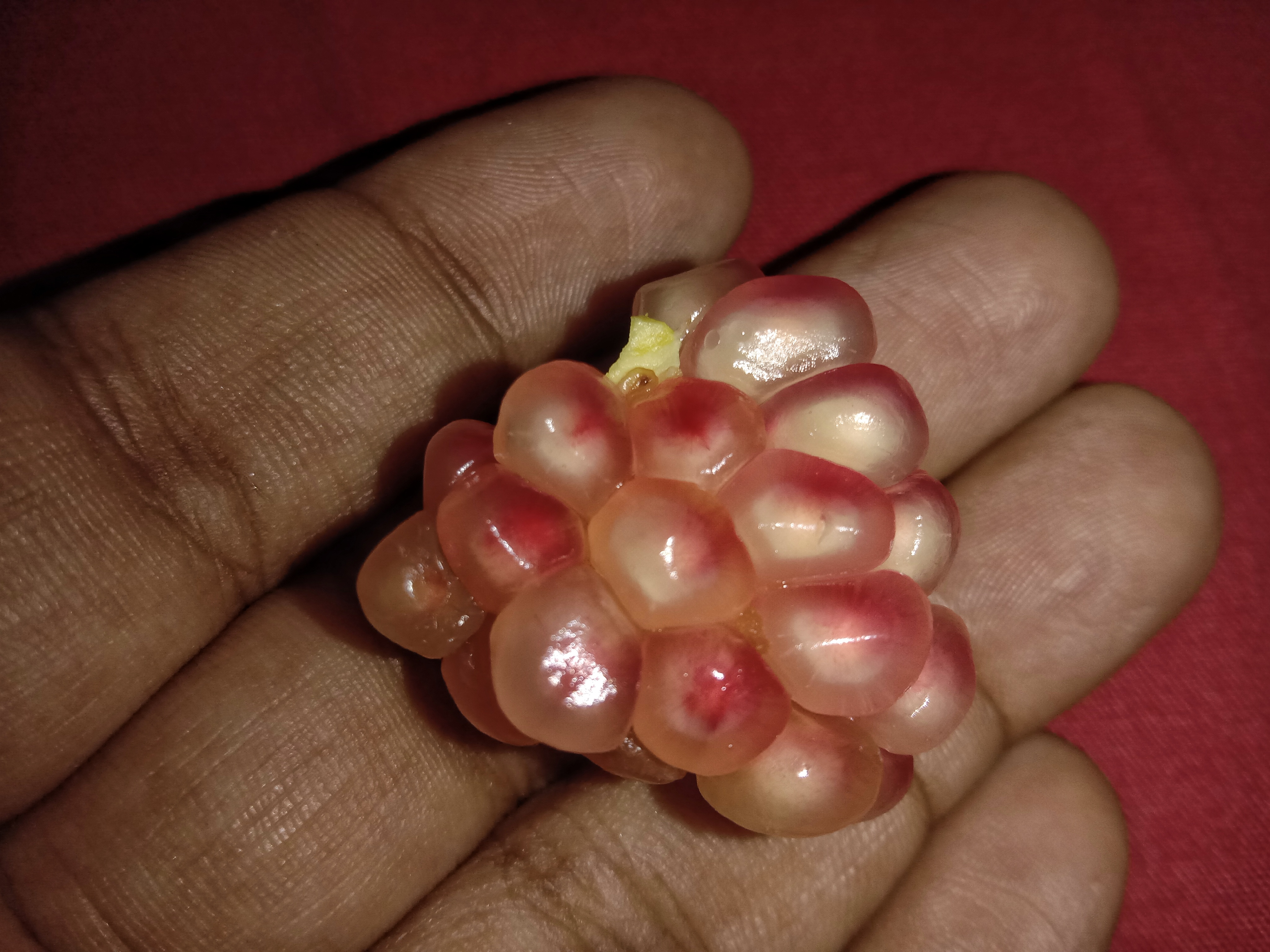
Arils de magrana enganxats a sarcotesta